# Maesa brevipaniculata
Maesa brevipaniculata är en viveväxtart som först beskrevs av Cheng Yih Wu och C. Chen, och fick sitt nu gällande namn av Pipoly och C. Chen. Maesa brevipaniculata ingår i släktet Maesa och familjen viveväxter. Inga underarter finns listade i Catalogue of Life.